# Rio Macabu
Rio Macabu är ett vattendrag i Brasilien.   Det ligger i delstaten Rio de Janeiro, i den sydöstra delen av landet, 1 000 km sydost om huvudstaden Brasília.
Omgivningen kring Rio Macabu är huvudsakligen savann. Området är ganska glesbefolkat, med 24 invånare per kvadratkilometer.